# Markus Matthiasson
Markus Matthiasson, född 16 november 1975 i Uppsala, är en svensk före detta professionell ishockeyspelare.